# Brasil en la Copa Mundial de Fútbol de 2022
La Copa Mundial de Fútbol de 2022 fue la vigesimosegunda vez que la Selección de fútbol de Brasil participó en una Copa del Mundo. Fue y sigue siendo el único país que participó en todas las ediciones del torneo FIFA.
El entrenador era Tite y el capitán Thiago Silva. La selección brasileña cayó eliminada por segunda vez consecutiva en cuartos de final al ser derrotada por la selección croata de fútbol en la tanda de penaltis tras empatar a uno. Brasil terminó séptimo en el Mundial, su peor clasificación desde la edición de 1990.

## Clasificación

### Resultados finales

#### Tabla de resultados
| Pos. | Selección | Pts | PJ | PG | PE | PP | GF | GC | Dif. |
| ---- | --------- | --- | -- | -- | -- | -- | -- | -- | ---- |
| 1.   | Brasil    | 45  | 17 | 14 | 3  | 0  | 40 | 5  | 35   |
| 2.   | Argentina | 39  | 17 | 11 | 6  | 0  | 27 | 8  | 19   |
| 3.   | Uruguay   | 28  | 18 | 8  | 4  | 6  | 22 | 22 | 0    |
| 4.   | Ecuador   | 26  | 18 | 7  | 5  | 6  | 27 | 19 | 8    |
| 5.   | Perú      | 24  | 18 | 7  | 3  | 8  | 19 | 22 | −3   |
| 6.   | Colombia  | 23  | 18 | 5  | 8  | 5  | 20 | 19 | 1    |
| 7.   | Chile     | 19  | 18 | 5  | 4  | 9  | 19 | 26 | −7   |
| 8.   | Paraguay  | 16  | 18 | 3  | 7  | 8  | 12 | 26 | −14  |
| 9.   | Bolivia   | 15  | 18 | 4  | 3  | 11 | 23 | 42 | −19  |
| 10.  | Venezuela | 10  | 18 | 3  | 1  | 14 | 14 | 34 | −20  |

### Partidos
| Fecha                   | Lugar          | Jornada  |           |                      | Resultado |                      |           |
| ----------------------- | -------------- | -------- | --------- | -------------------- | --------- | -------------------- | --------- |
| 9 de octubre de 2020    | São Paulo      | Fecha 1  | Brasil    | Bandera de Brasil    | 5:0 (2:0) | Bandera de Bolivia   | Bolivia   |
| 13 de octubre de 2020   | Lima           | Fecha 2  | Perú      | Bandera de Perú      | 2:4 (1:1) | Bandera de Brasil    | Brasil    |
| 13 de noviembre de 2020 | São Paulo      | Fecha 3  | Brasil    | Bandera de Brasil    | 1:0 (0:0) | Bandera de Venezuela | Venezuela |
| 17 de noviembre de 2020 | Montevideo     | Fecha 4  | Uruguay   | Bandera de Uruguay   | 0:2 (0:2) | Bandera de Brasil    | Brasil    |
| 4 de junio de 2021      | Porto Alegre   | Fecha 7  | Brasil    | Bandera de Brasil    | 2:0 (0:0) | Bandera de Ecuador   | Ecuador   |
| 8 de junio de 2021      | Asunción       | Fecha 8  | Paraguay  | Bandera de Paraguay  | 0:2 (0:1) | Bandera de Brasil    | Brasil    |
| 2 de septiembre de 2021 | Santiago       | Fecha 9  | Chile     | Bandera de Chile     | 0:1 (0:0) | Bandera de Brasil    | Brasil    |
| 5 de septiembre de 2021 | São Paulo      | Fecha 6  | Brasil    | Bandera de Brasil    | Cancelado | Bandera de Argentina | Argentina |
| 9 de septiembre de 2021 | Recife         | Fecha 10 | Brasil    | Bandera de Brasil    | 2:0 (2:0) | Bandera de Perú      | Perú      |
| 7 de octubre de 2021    | Caracas        | Fecha 11 | Venezuela | Bandera de Venezuela | 1:3 (1:0) | Bandera de Brasil    | Brasil    |
| 10 de octubre de 2021   | Barranquilla   | Fecha 5  | Colombia  | Bandera de Colombia  | 0:0       | Bandera de Brasil    | Brasil    |
| 14 de octubre de 2021   | Manaus         | Fecha 12 | Brasil    | Bandera de Brasil    | 4:1 (2:0) | Bandera de Uruguay   | Uruguay   |
| 12 de noviembre de 2021 | São Paulo      | Fecha 13 | Brasil    | Bandera de Brasil    | 1:0 (0:0) | Bandera de Colombia  | Colombia  |
| 16 de noviembre de 2021 | San Juan       | Fecha 14 | Argentina | Bandera de Argentina | 0:0       | Bandera de Brasil    | Brasil    |
| 27 de enero de 2022     | Quito          | Fecha 15 | Ecuador   | Bandera de Ecuador   | 1:1 (0:1) | Bandera de Brasil    | Brasil    |
| 1 de febrero de 2022    | Belo Horizonte | Fecha 16 | Brasil    | Bandera de Brasil    | 4:0 (1:0) | Bandera de Paraguay  | Paraguay  |
| 24 de marzo de 2022     | Río de Janeiro | Fecha 17 | Brasil    | Bandera de Brasil    | 4:0 (2:0) | Bandera de Chile     | Chile     |
| 29 de marzo de 2022     | La Paz         | Fecha 18 | Bolivia   | Bandera de Bolivia   | 0:4 (0:2) | Bandera de Brasil    | Brasil    |

## Estadísticas

### Goleadores
8 goles
- Neymar

6 goles
- Richarlison

3 goles
- Lucas Paquetá
- Philippe Coutinho
- Raphinha
- Roberto Firmino

2 goles
- Antony
- Éverton Ribeiro
- Gabriel
- Marquinhos

1 gol
- Arthur
- Bruno Guimarães
- Casemiro
- Rodrygo
- Vinícius Júnior

### Asistentes
8 asistencias
- Neymar

3 asistencias
- Bruno Guimarães

2 asistencias
- Renan Lodi
- Marquinhos
- Gabriel Jesus
- Raphinha

1 asistencia
- Lucas Paquetá
- Danilo
- Antony
- Fred
- Roberto Firmino
- Éverton Ribeiro

## Preparación

### Ciclo de la Copa del Mundo
Diez días después de la Copa Mundial de la FIFA 2018, Tite renovó su contrato con la CBF por otros cuatro años. Esto significaba que Brasil jugaría dos Mundiales consecutivos con el mismo entrenador, la última vez había sido con Telê Santana en 1982 y 1986. Tite permaneció en el cargo durante seis años, la última vez que Brasil había mantenido a un entrenador durante más de cinco años fue con Zagallo entre 1969 y 1974.
Brasil ganó la Copa América 2019, un título que no ganaba desde 2007, pero se perdió la Copa América 2021 en Brasil. Argentina ganó su primer título continental desde que ganó el torneo por última vez en 1993. También fue la primera vez en la historia de la Copa América que el equipo brasileño fue derrotado en casa en una final. Brasil ganó la medalla de oro en Fútbol en los Juegos Olímpicos de Verano de 2020 pero fue dirigido por André Jardine.
Brasil se clasificó para el Mundial a falta de cinco jornadas. En la fase de clasificación sudamericana, ganó 14 partidos y sólo empató 3, terminando invicto y con la puntuación más alta de la historia de la competición. Sin embargo, se criticó que Brasil no se enfrentó a las grandes selecciones europeas, consideradas las mejores del planeta, por lo que muchos consideraron que sus números eran "engañosos". Romário: "Estamos cerca del Mundial, no sé si hay tiempo suficiente para un cambio de entrenador, pero ya no soy partidario de Tite como técnico de la selección brasileña. Principalmente por los resultados negativos que viene obteniendo la Seleção cuando se enfrenta a equipos iguales, ligeramente mejores o mucho mejores. La Seleção viene jugando un fútbol muy pobre. Técnicamente hablando, es terrible. Tácticamente, es terrible. Con esta forma de jugar, Brasil será arrollada. Ojalá me equivoque".
En ese tiempo, Brasil lleva más de tres años sin enfrentarse a europeos, el último antes del Mundial fue contra la República Checa, en marzo de 2019. Desde el período comprendido entre 1950 y 1954, hace 68 años, Brasil no pasaba tanto tiempo sin enfrentarse a equipos europeos. La CBF argumentó que era difícil programar partidos contra equipos europeos por cuestiones de calendario. En cambio, Argentina se enfrentó a Italia y Estonia durante ese periodo. Kylian Mbappé declaró: "La ventaja que tenemos aquí es que siempre jugamos partidos de alto nivel. Tenemos las Naciones, por ejemplo. Cuando llegamos al Mundial, estamos preparados. En ese sentido, Brasil y Argentina no tienen eso. En Sudamérica, el fútbol no está tan avanzado como en Europa. Por eso, si nos fijamos en los últimos Mundiales, siempre ganan los europeos".
Otra crítica se dirigió al coordinador de la selección, Juninho Paulista, que no ha abandonado su empresa de gestión de atletas. Tite salió en su defensa: "Juninho y yo nos conocemos desde que él era mi jugador y yo su entrenador en el Palmeiras. Siempre hemos sido muy francos y leales. En ningún momento hubo ningún interés en la selección que no fuera elegir a los mejores jugadores. Nuestra relación de confianza sigue siendo la misma".
En 2018, la familia de Neymar fue la única que se alojó en el hotel de la selección en Sochi. Louise Costa, esposa del delantero Douglas Costa, incluso se quejó de la medida en las redes sociales. En una entrevista concedida al diario O Estado de S. Paulo antes del Mundial, Tite admitió que había habido excesos y que se necesitaban cambios en este punto para el Mundial de Qatar.
Con Dani Alves, de 39 años, y Thiago Silva, de 38, Brasil contaba con los dos jugadores más veteranos del país en disputar un Mundial.

### Partidos previos
| Fecha                    | Lugar    | Competición |               |                          | Resultado |                   |        |
| ------------------------ | -------- | ----------- | ------------- | ------------------------ | --------- | ----------------- | ------ |
| 2 de junio de 2022       | Seúl     | Amistoso    | Corea del Sur | Bandera de Corea del Sur | 1:5 (1:2) | Bandera de Brasil | Brasil |
| 6 de junio de 2022       | Tokio    | Amistoso    | Japón         | Bandera de Japón         | 0:1 (0:0) | Bandera de Brasil | Brasil |
| 23 de septiembre de 2022 | El Havre | Amistoso    | Brasil        | Bandera de Brasil        | 3:0 (3:0) | Bandera de Ghana  | Ghana  |
| 27 de septiembre de 2022 | París    | Amistoso    | Brasil        | Bandera de Brasil        | 5:1 (4:1) | Bandera de Túnez  | Túnez  |

#### Corea del Sur vs. Brasil
| 2 de junio de 2022 | Corea del Sur   | 1:5 (1:2) | Brasil                                                                                       | Estadio Mundialista, Seúl                              |                                                        |
| 20:00 (UTC+9)      | Hwang Ui-jo 31' | Reporte   | Richarlison 7' · Neymar 42' (pen.), 57' (pen.) · Philippe Coutinho 80' · Gabriel Jesus 90+3' | Asistencia: 64 872 espectadores Árbitro(s): Ryūji Satō | Asistencia: 64 872 espectadores Árbitro(s): Ryūji Satō |

| Uniformes | Uniformes |
| --------- | --------- |
|           |           |

#### Japón vs. Brasil
| 6 de junio de 2022 | Japón | 0:1 (0:0) | Brasil            | Estadio Olímpico, Tokio                                     |                                                             |
| 19:20 (UTC+9)      |       | Reporte   | Neymar 77' (pen.) | Asistencia: 63 638 espectadores Árbitro(s): Alireza Faghani | Asistencia: 63 638 espectadores Árbitro(s): Alireza Faghani |

| Uniformes | Uniformes |
| --------- | --------- |
|           |           |

#### Brasil vs. Ghana
| 23 de septiembre de 2022 | Brasil                               | 3:0 (3:0) | Ghana | Stade Océane, El Havre                                    |                                                           |
| 20:30 (UTC+2)            | Marquinhos 9' · Richarlison 28', 40' | Reporte   |       | Asistencia: 25 178 espectadores Árbitro(s): Mikael Lesage | Asistencia: 25 178 espectadores Árbitro(s): Mikael Lesage |

| Uniformes | Uniformes |
| --------- | --------- |
|           |           |

#### Brasil vs. Túnez
| 27 de septiembre de 2022 | Brasil                                                              | 5:1 (4:1) | Túnez     | Parque de los Príncipes, París                           |                                                          |
| 20:30 (UTC+2)            | Raphinha 11', 40' · Richarlison 19' · Neymar 29' (pen.) · Pedro 74' | Reporte   | Talbi 18' | Asistencia: 47 000 espectadores Árbitro(s): Ruddy Buquet | Asistencia: 47 000 espectadores Árbitro(s): Ruddy Buquet |

| Uniformes | Uniformes |
| --------- | --------- |
|           |           |

## Plantel

### Lista de convocados
Entrenador:  Tite
La lista final fue anunciada el 7 de noviembre de 2022.
| No. | Pos. | Jugador            | Fecha de nacimiento (edad)         | Apa. | Goles | Club                      |
| --- | ---- | ------------------ | ---------------------------------- | ---- | ----- | ------------------------- |
| 1   | POR  | Alisson            | 2 de octubre de 1992 (30 años)     | 57   | 0     | Liverpool F. C.           |
| 2   | DEF  | Danilo             | 15 de julio de 1991 (31 años)      | 46   | 1     | Juventus F. C.            |
| 3   | DEF  | Thiago Silva       | 22 de septiembre de 1984 (38 años) | 109  | 7     | Chelsea F. C.             |
| 4   | DEF  | Marquinhos         | 14 de mayo de 1994 (28 años)       | 71   | 5     | París Saint-Germain F. C. |
| 5   | MED  | Casemiro           | 23 de febrero de 1992 (30 años)    | 65   | 5     | Manchester United F. C.   |
| 6   | DEF  | Alex Sandro        | 26 de enero de 1991 (31 años)      | 37   | 2     | Juventus F. C.            |
| 7   | MED  | Lucas Paquetá      | 27 de agosto de 1997 (25 años)     | 35   | 7     | West Ham United F. C.     |
| 8   | MED  | Fred               | 5 de marzo de 1993 (29 años)       | 28   | 0     | Manchester United F. C.   |
| 9   | DEL  | Richarlison        | 10 de mayo de 1997 (25 años)       | 38   | 17    | Tottenham Hotspur F. C.   |
| 10  | DEL  | Neymar             | 5 de febrero de 1992 (30 años)     | 121  | 75    | París Saint-Germain F. C. |
| 11  | DEL  | Raphinha           | 14 de diciembre de 1996 (25 años)  | 11   | 5     | F. C. Barcelona           |
| 12  | POR  | Weverton           | 13 de diciembre de 1987 (34 años)  | 8    | 0     | S. E. Palmeiras           |
| 13  | DEF  | Dani Alves         | 6 de mayo de 1983 (39 años)        | 124  | 8     | Club Universidad Nacional |
| 14  | DEF  | Éder Militão       | 18 de enero de 1998 (24 años)      | 23   | 1     | Real Madrid C. F.         |
| 15  | MED  | Fabinho            | 23 de octubre de 1993 (29 años)    | 28   | 0     | Liverpool F. C.           |
| 16  | DEF  | Alex Telles        | 15 de diciembre de 1992 (29 años)  | 8    | 0     | Sevilla F. C.             |
| 17  | MED  | Bruno Guimarães    | 16 de noviembre de 1997 (25 años)  | 8    | 1     | Newcastle United F. C.    |
| 18  | DEL  | Gabriel Jesus      | 3 de abril de 1997 (25 años)       | 56   | 19    | Arsenal F. C.             |
| 19  | DEL  | Antony             | 24 de febrero de 2000 (22 años)    | 11   | 2     | Manchester United F. C.   |
| 20  | DEL  | Vinícius Júnior    | 12 de julio de 2000 (22 años)      | 16   | 1     | Real Madrid C. F.         |
| 21  | DEL  | Rodrygo            | 9 de enero de 2001 (21 años)       | 7    | 1     | Real Madrid C. F.         |
| 22  | MED  | Éverton Ribeiro    | 10 de abril de 1989 (33 años)      | 21   | 3     | C. R. Flamengo            |
| 23  | POR  | Ederson            | 17 de agosto de 1993 (29 años)     | 18   | 0     | Manchester City F. C.     |
| 24  | DEF  | Bremer             | 18 de marzo de 1997 (25 años)      | 1    | 0     | Juventus F. C.            |
| 25  | DEL  | Pedro              | 20 de junio de 1997 (25 años)      | 2    | 1     | C. R. Flamengo            |
| 26  | DEL  | Gabriel Martinelli | 18 de junio de 2001 (21 años)      | 3    | 0     | Arsenal F. C.             |

## Participación
- Los horarios son correspondientes a la hora local de Catar (UTC+3).

### Campaña
Brasil se estrenó con victoria ante Serbia (2-0). Thiago Silva se convirtió en el jugador más veterano del país en disputar un Mundial. Con 38 años, el central superó a Djalma Santos, que tenía 37 en el Mundial de 1966. Neymar abandonó el campo llorando por una lesión en el tobillo derecho a los 22 minutos y sólo regresaría en octavos de final. Tostão se preguntó: "Tras una primera parte discreta, Brasil cuajó una excelente actuación contra Serbia. ¿Se debió esto a un exceso de ansiedad en la primera parte, al cansancio y repliegue de los serbios, al posicionamiento más defensivo de Paquetá o a la manera más vibrante e intensa del equipo brasileño?". El seleccionador serbio, Dragan Stojković, culpó al físico: "Creo que fue crucial que en la segunda parte estuviéramos mal físicamente, por no decir desastrosos, lo que me sorprendió. Estoy sorprendido de lo mucho que hemos fallado en ese aspecto, y me gustaría saber por qué ha sucedido. Brasil es un equipo muy experimentado y supo sacar provecho de ello".
En el segundo partido, ganó 1-0 a Suiza. Brasil empezó el partido sin el lesionado Neymar, descartado hasta el final de la fase de grupos. El único gol del partido lo marcó Casemiro en el minuto 83, con un derechazo desde dentro del área que entró por la escuadra derecha. Alex Sandro salió lesionado en el minuto 86. Según Folha de S.Paulo: "Parte de la primera parte transcurrió con los centrocampistas brasileños girando el balón de un lado a otro, esperando la oportunidad de un pase más incisivo. Fue entonces cuando se hizo evidente el peso de la ausencia de Neymar. Sin el delantero lesionado, el equipo se vuelve más previsible, y el rival puede concentrarse más en anular las jugadas desde la frontal del área. Cansado de lo que veía sobre el terreno de juego, Tite mandó a Rodrygo a calentar un minuto antes del descanso. La apuesta más esperada era la salida de Fred. Pero el elegido fue Lucas Paquetá, el hombre que debía cumplir el papel de Neymar en el campo. Luego entró Bruno Guimarães para dar aún más poder ofensivo al equipo". El seleccionador suizo, Murat Yakın, criticó a su equipo: "Tuvimos algunos momentos buenos. Quizás con mejores centros podríamos haber tenido un resultado diferente, podríamos haber tenido un partido con más profundidad, ahí es donde nos faltó coraje.
Brasil jugó con 11 suplentes y perdió 1-0 ante Camerún. A pesar de la derrota de Brasil ante Camerún, Brasil se aseguró el primer puesto en la fase eliminatoria. Camerún se convirtió en el primer equipo africano en vencer a Brasil en un Mundial, mientras que esta victoria también se convirtió en la primera victoria de Camerún en un Mundial desde 2002. Dani Alves capitaneó a Brasil en este partido. Como estaba jugando con los Pumas en México y tenía 39 años, la convocatoria del central fue muy cuestionada. Dani Alves ha superado a Thiago Silva como el jugador más veterano del país en disputar un Mundial. Juninho Paulista reveló: "Fue un tema muy discutido. En los primeros viajes, Fábio Mahseredjian (preparador físico) y Guilherme (Passos, fisiólogo) estaban asustados por el rendimiento de Daniel. Tanto que no fue convocado para los dos partidos previos al Mundial. Por su rendimiento, por su forma física, eso le dijeron. Desde entonces, Dani ha hecho todo lo que le hemos sugerido, desde el punto de vista fisiológico y físico. Pero se habló mucho de él. En nuestra opinión, merecía la convocatoria. Creo que también se debió a la falta de competencia a ese nivel. Creo que también se debió a lo que representaba para los jugadores y para la selección, por la respuesta que dio cuando no se encontraba bien. Así que mi opinión final fue que debíamos convocarlo." Gabriel Jesus y Alex Telles sufrieron lesiones y quedaron fuera del Mundial tras el partido. Jesús lleva ocho partidos sin marcar con Brasil en el Mundial. De todos los delanteros que han disputado un Mundial con la selección desde 1930, Jesús es el tercero con más partidos sin marcar, por detrás de Denilson, que jugó 12 partidos en 1998 y 2002, y Paulo Cézar Lima, que jugó 9 partidos en 1970 y 1974.
En octavos de final, Brasil se impuso a Corea del Sur por 4-1. Brasil contó con el regreso de Neymar y Danilo, lesionados desde el primer partido. Con las lesiones de Alex Telles contra Camerún y Alex Sandro contra Suiza, Tite improvisó a Éder Militão en la banda izquierda. Paulo Cézar Lima: "A diferencia de Serbia y Suiza, que se cerraron en defensa e intentaron sorprender a Brasil al contragolpe, los coreanos fueron a todo o nada, dieron espacio a nuestros atacantes y el resultado fue un 4-0 en la primera parte."
Brasil fue eliminada por Croacia en cuartos de final de la competición. Neymar abrió el marcador justo antes del descanso de la prórroga. Bruno Petković empató a tres minutos del final, en el único disparo a puerta de Croacia en el partido. En la tanda de penaltis, Croacia anotó sus cuatro lanzamientos, mientras que el primero de Brasil, Rodrygo, fue detenido por Dominik Livaković lanzándose a su izquierda y Marquinhos acertó el penalti raso junto al poste izquierdo, sellando la eliminación.
Según Tostão, Brasil perdió el centro del campo: "No me gustó la sustitución de Vinícius Júnior, que no destacó porque Brasil no tuvo el balón y porque no contó con la ayuda de los centrales. Se encariñaron tanto con el extremo que se olvidaron del centro del campo y de las jugadas de ataque y a balón parado por el centro, con la excepción del precioso gol de Neymar, a pase de Paquetá. Casemiro se quedó solo en el centro del campo, contra tres croatas que eran buenos con el balón, ya que Paquetá avanzaba, el extremo siempre estaba abierto y Neymar es un centrocampista ofensivo. Tite no debería haber renunciado a la opción de desplegar un centrocampista y adelantar a Paquetá para asociarse con Neymar más adelantado". Zico: "Brasil cometió un gran error al dejar a Modric demasiado suelto, armando todos los partidos, es el tipo de jugador que aunque vaya atrás a por el balón, alguien tiene que ir detrás de él. Brasil le dejó demasiado suelto, para jugar con libertad, se ve que cuando Neymar tenía el balón, todos iban a por él, incluso en el campo brasileño, y no hicieron eso con Modric." Juninho Paulista reveló que le sorprendió el centro del campo croata: "Y luego te diré mi opinión técnica, Croacia nos sorprendió en la primera parte al conservar mucho el balón. No dejaron que Brasil tuviera el balón, y eso es algo que molestó a Tite, que no tuviéramos el balón y Croacia lograra controlar bien el juego, sobre todo en el centro del campo. No crearon peligro, pero tampoco nos dejaron crear peligro".
Las críticas a la sustitución de Vinicius Júnior se hicieron virales en las redes sociales. También se criticó la decisión de Tite de utilizar a Neymar como rematador final. Indignado, el periodista Neto espetó: "He dicho que fue decisión de Neymar. Es culpa de Tite. ¡Neymar no tiró el penalti! El mejor lanzador del mundo, sinvergüenza. No mereces estar ahí, deberías dejar que Neymar tirara el penalti ahora. Porque no tendría ninguna oportunidad. Si Neymar marca, aún tendrías la oportunidad de que Alisson lo tirara y luego Marquinhos marcara. Burro, acabas con un país, un país que sufre, donde la gente paga 300 reales por una camiseta". Tite presentó una denuncia penal contra el periodista. Otra crítica al seleccionador fue que Tite había abandonado el terreno de juego sin consolar a sus jugadores. Tite se defendió: "Soy un tipo más reservado, y no es mi costumbre. No es sólo en la victoria, y no es sólo en la derrota. ¿Me han visto celebrarlo en otras victorias?". Dunga atacó Tite: "No soy un crítico, pero esto es lo que pienso: él dijo que se preparó durante 8 o 10 años para ganar el Mundial y llegó al mismo lugar que yo, que no tenía experiencia."
El programa Fantástico, de TV Globo, grabó la lectura de labios de los jugadores en momentos clave de los cuartos de final del Mundial. Entre algunos de los pasajes importantes está la conversación de Neymar, pidiendo al equipo que aguante el balón tras abrir el marcador en la prórroga: "Segura, ahora no tenéis que correr".
Según Papu Gómez, en una entrevista concedida al canal DSports: "Tuvimos que cambiarnos para calentar, y todos estábamos viendo los penaltis del partido de Brasil. Decíamos: 'Si Brasil pierde, (el Mundial) es nuestro'. Cuando Croacia se clasificó, empezamos a celebrarlo como si hubiéramos ganado".
Croacia se clasificó para su segunda semifinal mundialista consecutiva, y por tercera vez en la historia, mientras que Brasil salió del torneo a manos de equipos europeos por quinta vez consecutiva, todo ello después de su victoria en la final del Mundial de 2002 contra Alemania, que sigue siendo su último triunfo en una fase eliminatoria contra un rival europeo. En el mismo periodo, Brasil fue eliminada en los cuatro cuartos de final que disputó fuera de casa, excluyendo el torneo de 2014, del que fue anfitriona. Sin embargo, ese año fue eliminada por rivales europeos en semifinales, al perder por 7-1 ante Alemania.

### Partidos
| Fecha           | Lugar  | Instancia        | Local   |                    | Resultado               |                          | Visitante     |
| --------------- | ------ | ---------------- | ------- | ------------------ | ----------------------- | ------------------------ | ------------- |
| 24 de noviembre | Lusail | Fase de grupos   | Brasil  | Bandera de Brasil  | 2:0 (0:0)               | Bandera de Serbia        | Serbia        |
| 28 de noviembre | Doha   | Fase de grupos   | Brasil  | Bandera de Brasil  | 1:0 (0:0)               | Bandera de Suiza         | Suiza         |
| 2 de diciembre  | Lusail | Fase de grupos   | Camerún | Bandera de Camerún | 1:0 (0:0)               | Bandera de Brasil        | Brasil        |
| 5 de diciembre  | Doha   | Octavos de final | Brasil  | Bandera de Brasil  | 4:1 (4:0)               | Bandera de Corea del Sur | Corea del Sur |
| 9 de diciembre  | Rayán  | Cuartos de final | Croacia | Bandera de Croacia | 1:1 (0:0, 0:0) (4:2 p.) | Bandera de Brasil        | Brasil        |

### Fase de grupos - Grupo G
| Selección | Pts | PJ | PG | PE | PP | GF | GC | Dif |
| --------- | --- | -- | -- | -- | -- | -- | -- | --- |
| Brasil    | 6   | 3  | 2  | 0  | 1  | 3  | 1  | +2  |
| Suiza     | 6   | 3  | 2  | 0  | 1  | 4  | 3  | +1  |
| Camerún   | 4   | 3  | 1  | 1  | 1  | 4  | 4  | 0   |
| Serbia    | 1   | 3  | 0  | 1  | 2  | 5  | 8  | –3  |

|  | Clasificados a los octavos de final. |

#### Brasil vs. Serbia
| 24 de noviembre | Brasil               | 2:0 (0:0) | Serbia | Estadio Icónico, Lusail                                                           |                                                                                   |
| 22:00           | Richarlison 62', 73' | Reporte   |        | Asistencia: 88 103 espectadores Árbitro(s): Alireza Faghani VAR: Abdulla Al-Marri | Asistencia: 88 103 espectadores Árbitro(s): Alireza Faghani VAR: Abdulla Al-Marri |

| 1          | Guardameta     | Alisson         |     |
| 2          | Defensa        | Danilo          |     |
| 4          | Defensa        | Marquinhos      |     |
| 3          | Defensa        | Thiago Silva    |     |
| 6          | Defensa        | Alex Sandro     |     |
| 5          | Centrocampista | Casemiro        |     |
| 7          | Centrocampista | Lucas Paquetá   | 75' |
| 11         | Centrocampista | Raphinha        | 87' |
| 10         | Centrocampista | Neymar          | 80' |
| 20         | Centrocampista | Vinícius Júnior | 76' |
| 9          | Delantero      | Richarlison     | 79' |
| Entrenador | Entrenador     | Tite            |     |

| 23         | Guardameta     | Vanja Milinković-Savić  |     |
| 5          | Defensa        | Miloš Veljković         |     |
| 4          | Defensa        | Nikola Milenković       |     |
| 2          | Defensa        | Strahinja Pavlović      |     |
| 14         | Centrocampista | Andrija Živković        | 57' |
| 16         | Centrocampista | Saša Lukić              | 66' |
| 8          | Centrocampista | Nemanja Gudelj          | 57' |
| 20         | Centrocampista | Sergej Milinković-Savić |     |
| 25         | Centrocampista | Filip Mladenović        | 66' |
| 10         | Centrocampista | Dušan Tadić             |     |
| 9          | Delantero      | Aleksandar Mitrović     | 83' |
| Entrenador | Entrenador     | Dragan Stojković        |     |

| 8  | Centrocampista | Fred               | 75' |
| 21 | Delantero      | Rodrygo            | 76' |
| 18 | Delantero      | Gabriel Jesus      | 79' |
| 19 | Delantero      | Antony             | 80' |
| 26 | Delantero      | Gabriel Martinelli | 87' |

| 24 | Centrocampista | Ivan Ilić          | 57' |
| 7  | Delantero      | Nemanja Radonjić   | 57' |
| 22 | Centrocampista | Darko Lazović      | 66' |
| 18 | Delantero      | Dušan Vlahović     | 66' |
| 6  | Centrocampista | Nemanja Maksimović | 83' |

| Anotado | 62' | Richarlison | 1–0 |
| Anotado | 73' | Richarlison | 2–0 |

| Amonestado | 7'  | Strahinja Pavlović |
| Amonestado | 49' | Nemanja Gudelj     |
| Amonestado | 64' | Saša Lukić         |

| Árbitro             | Alireza Faghani        |
| Árbitros asistentes | Mohammadreza Mansouri  |
| Árbitros asistentes | Mohammadreza Abolfazli |
| Cuarto árbitro      | Maguette N'Diaye       |
| Quinto árbitro      | El Hadj Malick Samba   |
| VAR                 | Abdulla Al-Marri       |
| Adicionales VAR     | Muhammad Bin Jahari    |
| Adicionales VAR     | Anton Shchetinin       |
| Adicionales VAR     | Pol van Boekel         |
| Adicionales VAR     | Ashley Beecham         |

| 1          | Guardameta     | Alisson         |     |
| 2          | Defensa        | Danilo          |     |
| 4          | Defensa        | Marquinhos      |     |
| 3          | Defensa        | Thiago Silva    |     |
| 6          | Defensa        | Alex Sandro     |     |
| 5          | Centrocampista | Casemiro        |     |
| 7          | Centrocampista | Lucas Paquetá   | 75' |
| 11         | Centrocampista | Raphinha        | 87' |
| 10         | Centrocampista | Neymar          | 80' |
| 20         | Centrocampista | Vinícius Júnior | 76' |
| 9          | Delantero      | Richarlison     | 79' |
| Entrenador | Entrenador     | Tite            |     |

| 23         | Guardameta     | Vanja Milinković-Savić  |     |
| 5          | Defensa        | Miloš Veljković         |     |
| 4          | Defensa        | Nikola Milenković       |     |
| 2          | Defensa        | Strahinja Pavlović      |     |
| 14         | Centrocampista | Andrija Živković        | 57' |
| 16         | Centrocampista | Saša Lukić              | 66' |
| 8          | Centrocampista | Nemanja Gudelj          | 57' |
| 20         | Centrocampista | Sergej Milinković-Savić |     |
| 25         | Centrocampista | Filip Mladenović        | 66' |
| 10         | Centrocampista | Dušan Tadić             |     |
| 9          | Delantero      | Aleksandar Mitrović     | 83' |
| Entrenador | Entrenador     | Dragan Stojković        |     |

| 8  | Centrocampista | Fred               | 75' |
| 21 | Delantero      | Rodrygo            | 76' |
| 18 | Delantero      | Gabriel Jesus      | 79' |
| 19 | Delantero      | Antony             | 80' |
| 26 | Delantero      | Gabriel Martinelli | 87' |

| 24 | Centrocampista | Ivan Ilić          | 57' |
| 7  | Delantero      | Nemanja Radonjić   | 57' |
| 22 | Centrocampista | Darko Lazović      | 66' |
| 18 | Delantero      | Dušan Vlahović     | 66' |
| 6  | Centrocampista | Nemanja Maksimović | 83' |

| Anotado | 62' | Richarlison | 1–0 |
| Anotado | 73' | Richarlison | 2–0 |

| Amonestado | 7'  | Strahinja Pavlović |
| Amonestado | 49' | Nemanja Gudelj     |
| Amonestado | 64' | Saša Lukić         |

| Árbitro             | Alireza Faghani        |
| Árbitros asistentes | Mohammadreza Mansouri  |
| Árbitros asistentes | Mohammadreza Abolfazli |
| Cuarto árbitro      | Maguette N'Diaye       |
| Quinto árbitro      | El Hadj Malick Samba   |
| VAR                 | Abdulla Al-Marri       |
| Adicionales VAR     | Muhammad Bin Jahari    |
| Adicionales VAR     | Anton Shchetinin       |
| Adicionales VAR     | Pol van Boekel         |
| Adicionales VAR     | Ashley Beecham         |

| \| Estadísticas \| \| \| \| Tiros \| 22 \| 5 \| \| Tiros a puerta \| 8 \| 0 \| \| Faltas \| 7 \| 12 \| \| Saques de esquina \| 6 \| 4 \| \| Penaltis \| 0 \| 0 \| \| Fueras de juego \| 1 \| 0 \| \| Posesión de balón \| 59% \| 41% \| | Alineación inicial |                   |
| Estadísticas | Bandera de Brasil  | Bandera de Serbia |
| Tiros | 22                 | 5                 |
| Tiros a puerta | 8                  | 0                 |
| Faltas | 7                  | 12                |
| Saques de esquina | 6                  | 4                 |
| Penaltis | 0                  | 0                 |
| Fueras de juego | 1                  | 0                 |
| Posesión de balón | 59%                | 41%               |

#### Brasil vs. Suiza
| 28 de noviembre | Brasil       | 1:0 (0:0) | Suiza | Estadio 974, Doha                                                         |                                                                           |
| 19:00           | Casemiro 83' | Reporte   |       | Asistencia: 43 649 espectadores Árbitro(s): Iván Barton VAR: Drew Fischer | Asistencia: 43 649 espectadores Árbitro(s): Iván Barton VAR: Drew Fischer |

| 1          | Guardameta     | Alisson         |     |
| 14         | Defensa        | Éder Militão    |     |
| 4          | Defensa        | Marquinhos      |     |
| 3          | Defensa        | Thiago Silva    |     |
| 6          | Defensa        | Alex Sandro     | 86' |
| 7          | Centrocampista | Lucas Paquetá   | 46' |
| 5          | Centrocampista | Casemiro        |     |
| 8          | Centrocampista | Fred            | 58' |
| 11         | Delantero      | Raphinha        | 73' |
| 9          | Delantero      | Richarlison     | 73' |
| 20         | Delantero      | Vinícius Júnior |     |
| Entrenador | Entrenador     | Tite            |     |

| 1          | Guardameta     | Yann Sommer       |     |
| 3          | Defensa        | Silvan Widmer     | 86' |
| 5          | Defensa        | Manuel Akanji     |     |
| 4          | Defensa        | Nico Elvedi       |     |
| 13         | Defensa        | Ricardo Rodríguez |     |
| 8          | Centrocampista | Remo Freuler      |     |
| 10         | Centrocampista | Granit Xhaka      |     |
| 25         | Centrocampista | Fabian Rieder     | 59' |
| 15         | Centrocampista | Djibril Sow       | 76' |
| 17         | Centrocampista | Ruben Vargas      | 59' |
| 7          | Delantero      | Breel Embolo      | 76' |
| Entrenador | Entrenador     | Murat Yakin       |     |

| 21 | Delantero      | Rodrygo         | 46' |
| 17 | Centrocampista | Bruno Guimarães | 57' |
| 19 | Delantero      | Antony          | 73' |
| 18 | Delantero      | Gabriel Jesus   | 73' |
| 16 | Defensa        | Alex Telles     | 86' |

| 2  | Centrocampista | Edimilson Fernandes | 59' |
| 11 | Defensa        | Renato Steffen      | 59' |
| 14 | Centrocampista | Michel Aebischer    | 76' |
| 9  | Delantero      | Haris Seferović     | 76' |
| 20 | Centrocampista | Fabian Frei         | 86' |

| Anotado | 83' | Casemiro | 1–0 |

| Amonestado | 52' | Fred |

| Amonestado | 50' | Fabian Rieder |

| Árbitro             | Iván Barton         |
| Árbitros asistentes | David Morán         |
| Árbitros asistentes | Zachari Zeegelaar   |
| Cuarto árbitro      | Said Martínez       |
| Quinto árbitro      | Walter López        |
| VAR                 | Drew Fischer        |
| Adicionales VAR     | Armando Villarreal  |
| Adicionales VAR     | Kathryn Nesbitt     |
| Adicionales VAR     | Fernando Guerrero   |
| Adicionales VAR     | Mahmoud Abouelregal |

| 1          | Guardameta     | Alisson         |     |
| 14         | Defensa        | Éder Militão    |     |
| 4          | Defensa        | Marquinhos      |     |
| 3          | Defensa        | Thiago Silva    |     |
| 6          | Defensa        | Alex Sandro     | 86' |
| 7          | Centrocampista | Lucas Paquetá   | 46' |
| 5          | Centrocampista | Casemiro        |     |
| 8          | Centrocampista | Fred            | 58' |
| 11         | Delantero      | Raphinha        | 73' |
| 9          | Delantero      | Richarlison     | 73' |
| 20         | Delantero      | Vinícius Júnior |     |
| Entrenador | Entrenador     | Tite            |     |

| 1          | Guardameta     | Yann Sommer       |     |
| 3          | Defensa        | Silvan Widmer     | 86' |
| 5          | Defensa        | Manuel Akanji     |     |
| 4          | Defensa        | Nico Elvedi       |     |
| 13         | Defensa        | Ricardo Rodríguez |     |
| 8          | Centrocampista | Remo Freuler      |     |
| 10         | Centrocampista | Granit Xhaka      |     |
| 25         | Centrocampista | Fabian Rieder     | 59' |
| 15         | Centrocampista | Djibril Sow       | 76' |
| 17         | Centrocampista | Ruben Vargas      | 59' |
| 7          | Delantero      | Breel Embolo      | 76' |
| Entrenador | Entrenador     | Murat Yakin       |     |

| 21 | Delantero      | Rodrygo         | 46' |
| 17 | Centrocampista | Bruno Guimarães | 57' |
| 19 | Delantero      | Antony          | 73' |
| 18 | Delantero      | Gabriel Jesus   | 73' |
| 16 | Defensa        | Alex Telles     | 86' |

| 2  | Centrocampista | Edimilson Fernandes | 59' |
| 11 | Defensa        | Renato Steffen      | 59' |
| 14 | Centrocampista | Michel Aebischer    | 76' |
| 9  | Delantero      | Haris Seferović     | 76' |
| 20 | Centrocampista | Fabian Frei         | 86' |

| Anotado | 83' | Casemiro | 1–0 |

| Amonestado | 52' | Fred |

| Amonestado | 50' | Fabian Rieder |

| Árbitro             | Iván Barton         |
| Árbitros asistentes | David Morán         |
| Árbitros asistentes | Zachari Zeegelaar   |
| Cuarto árbitro      | Said Martínez       |
| Quinto árbitro      | Walter López        |
| VAR                 | Drew Fischer        |
| Adicionales VAR     | Armando Villarreal  |
| Adicionales VAR     | Kathryn Nesbitt     |
| Adicionales VAR     | Fernando Guerrero   |
| Adicionales VAR     | Mahmoud Abouelregal |

| \| Estadísticas \| \| \| \| Tiros \| 13 \| 6 \| \| Tiros a puerta \| 5 \| 0 \| \| Faltas \| 10 \| 17 \| \| Saques de esquina \| 8 \| 3 \| \| Penaltis \| 0 \| 0 \| \| Fueras de juego \| 3 \| 1 \| \| Posesión de balón \| 54% \| 46% \| | Alineación inicial |                  |
| Estadísticas | Bandera de Brasil  | Bandera de Suiza |
| Tiros | 13                 | 6                |
| Tiros a puerta | 5                  | 0                |
| Faltas | 10                 | 17               |
| Saques de esquina | 8                  | 3                |
| Penaltis | 0                  | 0                |
| Fueras de juego | 3                  | 1                |
| Posesión de balón | 54%                | 46%              |

#### Camerún vs. Brasil
| 2 de diciembre | Camerún         | 1:0 (0:0) | Brasil | Estadio Icónico, Lusail                                                            |                                                                                    |
| 22:00          | Aboubakar 90+2' | Reporte   |        | Asistencia: 85 986 espectadores Árbitro(s): Ismail Elfath VAR: Hernández Hernández | Asistencia: 85 986 espectadores Árbitro(s): Ismail Elfath VAR: Hernández Hernández |

| 16         | Guardameta     | Devis Epassy             |     |
| 19         | Defensa        | Collins Fai              |     |
| 4          | Defensa        | Christopher Wooh         |     |
| 24         | Defensa        | Enzo Ebosse              |     |
| 25         | Defensa        | Nouhou Tolo              |     |
| 8          | Centrocampista | André Zambo Anguissa     |     |
| 15         | Centrocampista | Pierre Kunde             | 68' |
| 20         | Centrocampista | Bryan Mbeumo             | 64' |
| 13         | Centrocampista | Eric Maxim Choupo-Moting |     |
| 6          | Centrocampista | Moumi Ngamaleu           | 86' |
| 10         | Delantero      | Vincent Aboubakar        |     |
| Entrenador | Entrenador     | Rigobert Song            |     |

| 23         | Guardameta     | Ederson            |     |
| 13         | Defensa        | Dani Alves         |     |
| 14         | Defensa        | Éder Militão       |     |
| 24         | Defensa        | Bremer             |     |
| 16         | Defensa        | Alex Telles        | 54' |
| 15         | Centrocampista | Fabinho            |     |
| 8          | Centrocampista | Fred               | 55' |
| 19         | Centrocampista | Antony             | 79' |
| 21         | Centrocampista | Rodrygo            | 55' |
| 26         | Centrocampista | Gabriel Martinelli |     |
| 18         | Delantero      | Gabriel Jesus      | 64' |
| Entrenador | Entrenador     | Tite               |     |

| 12 | Delantero      | Karl Toko Ekambi    | 64' |
| 22 | Centrocampista | Olivier Ntcham      | 68' |
| 2  | Defensa        | Jerome Ngom Mbekeli | 86' |

| 4  | Defensa        | Marquinhos      | 54' |
| 22 | Centrocampista | Éverton Ribeiro | 55' |
| 17 | Centrocampista | Bruno Guimarães | 55' |
| 25 | Delantero      | Pedro           | 64' |
| 11 | Delantero      | Raphinha        | 79' |

| Anotado | 90+2' | Vincent Aboubakar | 1–0 |

| Amonestado | 6'  | Nouhou Tolo       |
| Amonestado | 28' | Pierre Kunde      |
| Amonestado | 32' | Collins Fai       |
| Amonestado | 81' | Vincent Aboubakar |

| Amonestado | 7'  | Éder Militão    |
| Amonestado | 85' | Bruno Guimarães |

| Otorgado · Expulsado | 90+3' | Vincent Aboubakar |

| Árbitro             | Ismail Elfath                      |
| Árbitros asistentes | Kyle Atkins                        |
| Árbitros asistentes | Corey Parker                       |
| Cuarto árbitro      | Ma Ning                            |
| Quinto árbitro      | Shi Xiang                          |
| VAR                 | Alejandro José Hernández Hernández |
| Adicionales VAR     | Juan Martínez Munuera              |
| Adicionales VAR     | Pau Cebrián Devís                  |
| Adicionales VAR     | Ricardo de Burgos Bengoetxea       |
| Adicionales VAR     | Roberto Díaz Pérez del Palomar     |

| 16         | Guardameta     | Devis Epassy             |     |
| 19         | Defensa        | Collins Fai              |     |
| 4          | Defensa        | Christopher Wooh         |     |
| 24         | Defensa        | Enzo Ebosse              |     |
| 25         | Defensa        | Nouhou Tolo              |     |
| 8          | Centrocampista | André Zambo Anguissa     |     |
| 15         | Centrocampista | Pierre Kunde             | 68' |
| 20         | Centrocampista | Bryan Mbeumo             | 64' |
| 13         | Centrocampista | Eric Maxim Choupo-Moting |     |
| 6          | Centrocampista | Moumi Ngamaleu           | 86' |
| 10         | Delantero      | Vincent Aboubakar        |     |
| Entrenador | Entrenador     | Rigobert Song            |     |

| 23         | Guardameta     | Ederson            |     |
| 13         | Defensa        | Dani Alves         |     |
| 14         | Defensa        | Éder Militão       |     |
| 24         | Defensa        | Bremer             |     |
| 16         | Defensa        | Alex Telles        | 54' |
| 15         | Centrocampista | Fabinho            |     |
| 8          | Centrocampista | Fred               | 55' |
| 19         | Centrocampista | Antony             | 79' |
| 21         | Centrocampista | Rodrygo            | 55' |
| 26         | Centrocampista | Gabriel Martinelli |     |
| 18         | Delantero      | Gabriel Jesus      | 64' |
| Entrenador | Entrenador     | Tite               |     |

| 12 | Delantero      | Karl Toko Ekambi    | 64' |
| 22 | Centrocampista | Olivier Ntcham      | 68' |
| 2  | Defensa        | Jerome Ngom Mbekeli | 86' |

| 4  | Defensa        | Marquinhos      | 54' |
| 22 | Centrocampista | Éverton Ribeiro | 55' |
| 17 | Centrocampista | Bruno Guimarães | 55' |
| 25 | Delantero      | Pedro           | 64' |
| 11 | Delantero      | Raphinha        | 79' |

| Anotado | 90+2' | Vincent Aboubakar | 1–0 |

| Amonestado | 6'  | Nouhou Tolo       |
| Amonestado | 28' | Pierre Kunde      |
| Amonestado | 32' | Collins Fai       |
| Amonestado | 81' | Vincent Aboubakar |

| Amonestado | 7'  | Éder Militão    |
| Amonestado | 85' | Bruno Guimarães |

| Otorgado · Expulsado | 90+3' | Vincent Aboubakar |

| Árbitro             | Ismail Elfath                      |
| Árbitros asistentes | Kyle Atkins                        |
| Árbitros asistentes | Corey Parker                       |
| Cuarto árbitro      | Ma Ning                            |
| Quinto árbitro      | Shi Xiang                          |
| VAR                 | Alejandro José Hernández Hernández |
| Adicionales VAR     | Juan Martínez Munuera              |
| Adicionales VAR     | Pau Cebrián Devís                  |
| Adicionales VAR     | Ricardo de Burgos Bengoetxea       |
| Adicionales VAR     | Roberto Díaz Pérez del Palomar     |

| \| Estadísticas \| \| \| \| Tiros \| 7 \| 21 \| \| Tiros a puerta \| 3 \| 7 \| \| Faltas \| 14 \| 14 \| \| Saques de esquina \| 3 \| 11 \| \| Penaltis \| 0 \| 0 \| \| Fueras de juego \| 0 \| 1 \| \| Posesión de balón \| 35% \| 65% \| | Alineación inicial |                   |
| Estadísticas | Bandera de Camerún | Bandera de Brasil |
| Tiros | 7                  | 21                |
| Tiros a puerta | 3                  | 7                 |
| Faltas | 14                 | 14                |
| Saques de esquina | 3                  | 11                |
| Penaltis | 0                  | 0                 |
| Fueras de juego | 0                  | 1                 |
| Posesión de balón | 35%                | 65%               |

### Octavos de final

#### Brasil vs. Corea del Sur
| 5 de diciembre | Brasil                                                            | 4:1 (4:0) | Corea del Sur     | Estadio 974, Doha                                                              |                                                                                |
| 22:00          | - Vinícius 7' - Neymar 13' (pen.) - Richarlison 29' - Paquetá 36' | Reporte   | Paik Seung-ho 76' | Asistencia: 43 847 espectadores Árbitro(s): Clément Turpin VAR: Jérôme Brisard | Asistencia: 43 847 espectadores Árbitro(s): Clément Turpin VAR: Jérôme Brisard |

| 1          | Guardameta     | Alisson         | 80' |
| 14         | Defensa        | Éder Militão    | 63' |
| 4          | Defensa        | Marquinhos      |     |
| 3          | Defensa        | Thiago Silva    |     |
| 2          | Defensa        | Danilo          | 72' |
| 5          | Centrocampista | Casemiro        |     |
| 7          | Centrocampista | Lucas Paquetá   |     |
| 11         | Centrocampista | Raphinha        |     |
| 10         | Centrocampista | Neymar          | 81' |
| 20         | Centrocampista | Vinícius Júnior | 72' |
| 9          | Delantero      | Richarlison     |     |
| Entrenador | Entrenador     | Tite            |     |

| 1          | Guardameta     | Kim Seung-gyu  |     |
| 15         | Defensa        | Kim Moon-hwan  |     |
| 4          | Defensa        | Kim Min-jae    |     |
| 19         | Defensa        | Kim Young-gwon |     |
| 3          | Defensa        | Kim Jin-su     | 46' |
| 10         | Centrocampista | Lee Jae-sung   | 74' |
| 5          | Centrocampista | Jung Woo-young | 46' |
| 6          | Centrocampista | Hwang In-beom  | 65' |
| 11         | Centrocampista | Hwang Hee-chan |     |
| 9          | Delantero      | Cho Gue-sung   | 80' |
| 7          | Delantero      | Son Heung-min  |     |
| Entrenador | Entrenador     | Paulo Bento    |     |

| 13 | Defensa    | Dani Alves         | 63' |
| 24 | Defensa    | Bremer             | 72' |
| 26 | Delantero  | Gabriel Martinelli | 72' |
| 12 | Guardameta | Weverton           | 80' |
| 21 | Delantero  | Rodrygo            | 81' |

| 14 | Defensa        | Hong Chul     | 46' |
| 13 | Centrocampista | Son Jun-ho    | 46' |
| 8  | Centrocampista | Paik Seung-ho | 65' |
| 18 | Centrocampista | Lee Kang-in   | 74' |
| 16 | Delantero      | Hwang Ui-jo   | 80' |

| Anotado         | 7'  | Vinícius Júnior | 1–0 |
| Anotado · Penal | 13' | Neymar          | 2–0 |
| Anotado         | 29' | Richarlison     | 3–0 |
| Anotado         | 36' | Lucas Paquetá   | 4–0 |

| Anotado | 76' | Paik Seung-ho | 4–1 |

| Amonestado | 44' | Jung Woo-young |

| Árbitro             | Clément Turpin                     |
| Árbitros asistentes | Nicolas Danos                      |
| Árbitros asistentes | Cyril Gringore                     |
| Cuarto árbitro      | Slavko Vinčić                      |
| Quinto árbitro      | Tomaž Klančnik                     |
| VAR                 | Jérôme Brisard                     |
| Adicionales VAR     | Alejandro José Hernández Hernández |
| Adicionales VAR     | Roberto Díaz Pérez del Palomar     |
| Adicionales VAR     | Benoît Millot                      |
| Adicionales VAR     | Anton Shchetinin                   |

| 1          | Guardameta     | Alisson         | 80' |
| 14         | Defensa        | Éder Militão    | 63' |
| 4          | Defensa        | Marquinhos      |     |
| 3          | Defensa        | Thiago Silva    |     |
| 2          | Defensa        | Danilo          | 72' |
| 5          | Centrocampista | Casemiro        |     |
| 7          | Centrocampista | Lucas Paquetá   |     |
| 11         | Centrocampista | Raphinha        |     |
| 10         | Centrocampista | Neymar          | 81' |
| 20         | Centrocampista | Vinícius Júnior | 72' |
| 9          | Delantero      | Richarlison     |     |
| Entrenador | Entrenador     | Tite            |     |

| 1          | Guardameta     | Kim Seung-gyu  |     |
| 15         | Defensa        | Kim Moon-hwan  |     |
| 4          | Defensa        | Kim Min-jae    |     |
| 19         | Defensa        | Kim Young-gwon |     |
| 3          | Defensa        | Kim Jin-su     | 46' |
| 10         | Centrocampista | Lee Jae-sung   | 74' |
| 5          | Centrocampista | Jung Woo-young | 46' |
| 6          | Centrocampista | Hwang In-beom  | 65' |
| 11         | Centrocampista | Hwang Hee-chan |     |
| 9          | Delantero      | Cho Gue-sung   | 80' |
| 7          | Delantero      | Son Heung-min  |     |
| Entrenador | Entrenador     | Paulo Bento    |     |

| 13 | Defensa    | Dani Alves         | 63' |
| 24 | Defensa    | Bremer             | 72' |
| 26 | Delantero  | Gabriel Martinelli | 72' |
| 12 | Guardameta | Weverton           | 80' |
| 21 | Delantero  | Rodrygo            | 81' |

| 14 | Defensa        | Hong Chul     | 46' |
| 13 | Centrocampista | Son Jun-ho    | 46' |
| 8  | Centrocampista | Paik Seung-ho | 65' |
| 18 | Centrocampista | Lee Kang-in   | 74' |
| 16 | Delantero      | Hwang Ui-jo   | 80' |

| Anotado         | 7'  | Vinícius Júnior | 1–0 |
| Anotado · Penal | 13' | Neymar          | 2–0 |
| Anotado         | 29' | Richarlison     | 3–0 |
| Anotado         | 36' | Lucas Paquetá   | 4–0 |

| Anotado | 76' | Paik Seung-ho | 4–1 |

| Amonestado | 44' | Jung Woo-young |

| Árbitro             | Clément Turpin                     |
| Árbitros asistentes | Nicolas Danos                      |
| Árbitros asistentes | Cyril Gringore                     |
| Cuarto árbitro      | Slavko Vinčić                      |
| Quinto árbitro      | Tomaž Klančnik                     |
| VAR                 | Jérôme Brisard                     |
| Adicionales VAR     | Alejandro José Hernández Hernández |
| Adicionales VAR     | Roberto Díaz Pérez del Palomar     |
| Adicionales VAR     | Benoît Millot                      |
| Adicionales VAR     | Anton Shchetinin                   |

| \| Estadísticas \| \| \| \| Tiros \| 18 \| 8 \| \| Tiros a puerta \| 9 \| 6 \| \| Faltas \| 8 \| 13 \| \| Saques de esquina \| 5 \| 4 \| \| Penaltis \| 1 \| 0 \| \| Fueras de juego \| 0 \| 5 \| \| Posesión de balón \| 54% \| 46% \| | Alineación inicial |                          |
| Estadísticas | Bandera de Brasil  | Bandera de Corea del Sur |
| Tiros | 18                 | 8                        |
| Tiros a puerta | 9                  | 6                        |
| Faltas | 8                  | 13                       |
| Saques de esquina | 5                  | 4                        |
| Penaltis | 1                  | 0                        |
| Fueras de juego | 0                  | 5                        |
| Posesión de balón | 54%                | 46%                      |

### Cuartos de final

#### Croacia vs. Brasil
| 9 de diciembre | Croacia                           | 1:1 (0:0, 0:0) (t. s.)(4:2 p.) | Brasil                                    | Estadio Ciudad de la Educación, Rayán                                          |                                                                                |
| 18:00          | Petković 117'                     | Reporte                        | Neymar 105+1'                             | Asistencia: 43 893 espectadores Árbitro(s): Michael Oliver VAR: Pol van Boekel | Asistencia: 43 893 espectadores Árbitro(s): Michael Oliver VAR: Pol van Boekel |
|                |                                   | Tiros desde el punto penal     |                                           |                                                                                |                                                                                |
|                | - Vlašić - Majer - Modrić - Oršić |                                | - Rodrygo - Casemiro - Pedro - Marquinhos |                                                                                |                                                                                |

| 1          | Guardameta     | Dominik Livaković |      |
| 22         | Defensa        | Josip Juranović   |      |
| 6          | Defensa        | Dejan Lovren      |      |
| 20         | Defensa        | Joško Gvardiol    |      |
| 19         | Defensa        | Borna Sosa        | 110' |
| 10         | Centrocampista | Luka Modrić       |      |
| 11         | Centrocampista | Marcelo Brozović  | 114' |
| 8          | Centrocampista | Mateo Kovačić     | 106' |
| 15         | Delantero      | Mario Pašalić     | 72'  |
| 9          | Delantero      | Andrej Kramarić   | 72'  |
| 4          | Delantero      | Ivan Perišić      |      |
| Entrenador | Entrenador     | Zlatko Dalić      |      |

| 1          | Guardameta     | Alisson         |      |
| 14         | Defensa        | Éder Militão    | 106' |
| 4          | Defensa        | Marquinhos      |      |
| 3          | Defensa        | Thiago Silva    |      |
| 2          | Defensa        | Danilo          |      |
| 7          | Centrocampista | Lucas Paquetá   | 106' |
| 5          | Centrocampista | Casemiro        |      |
| 11         | Centrocampista | Raphinha        | 56'  |
| 10         | Centrocampista | Neymar          |      |
| 20         | Centrocampista | Vinícius Júnior | 64'  |
| 9          | Delantero      | Richarlison     | 84'  |
| Entrenador | Entrenador     | Tite            |      |

| 13 | Centrocampista | Nikola Vlašić  | 72'  |
| 16 | Delantero      | Bruno Petković | 72'  |
| 7  | Centrocampista | Lovro Majer    | 106' |
| 17 | Delantero      | Ante Budimir   | 110' |
| 18 | Delantero      | Mislav Oršić   | 114' |

| 19 | Delantero      | Antony      | 56'  |
| 21 | Delantero      | Rodrygo     | 64'  |
| 25 | Delantero      | Pedro       | 84'  |
| 6  | Defensa        | Alex Sandro | 106' |
| 8  | Centrocampista | Fred        | 106' |

| Anotado | 117' | Bruno Petković | 1–1 |

| Anotado | 105+1' | Neymar | 0–1 |

| Nikola Vlašić | Acierto de penal | 1:0 |                          |            |
|               |                  | 1:0 | Fallo de penal (atajado) | Rodrygo    |
| Lovro Majer   | Acierto de penal | 2:0 |                          |            |
|               |                  | 2:1 | Acierto de penal         | Casemiro   |
| Luka Modrić   | Acierto de penal | 3:1 |                          |            |
|               |                  | 3:2 | Acierto de penal         | Pedro      |
| Mislav Oršić  | Acierto de penal | 4:2 |                          |            |
|               |                  | 4:2 | Fallo de penal (poste)   | Marquinhos |

| Amonestado | 31'  | Marcelo Brozović |
| Amonestado | 117' | Bruno Petković   |

| Amonestado | 25' | Danilo     |
| Amonestado | 68' | Casemiro   |
| Amonestado | 77' | Marquinhos |

| Árbitro             | Michael Oliver      |
| Árbitros asistentes | Stuart Burt         |
| Árbitros asistentes | Gary Beswick        |
| Cuarto árbitro      | Mustapha Ghorbal    |
| Quinto árbitro      | Abdelhak Etchiali   |
| VAR                 | Pol van Boekel      |
| Adicionales VAR     | Massimiliano Irrati |
| Adicionales VAR     | Kathryn Nesbitt     |
| Adicionales VAR     | Juan Soto           |
| Adicionales VAR     | Mokrane Gourari     |
| Adicionales VAR     | Rédouane Jiyed      |

| 1          | Guardameta     | Dominik Livaković |      |
| 22         | Defensa        | Josip Juranović   |      |
| 6          | Defensa        | Dejan Lovren      |      |
| 20         | Defensa        | Joško Gvardiol    |      |
| 19         | Defensa        | Borna Sosa        | 110' |
| 10         | Centrocampista | Luka Modrić       |      |
| 11         | Centrocampista | Marcelo Brozović  | 114' |
| 8          | Centrocampista | Mateo Kovačić     | 106' |
| 15         | Delantero      | Mario Pašalić     | 72'  |
| 9          | Delantero      | Andrej Kramarić   | 72'  |
| 4          | Delantero      | Ivan Perišić      |      |
| Entrenador | Entrenador     | Zlatko Dalić      |      |

| 1          | Guardameta     | Alisson         |      |
| 14         | Defensa        | Éder Militão    | 106' |
| 4          | Defensa        | Marquinhos      |      |
| 3          | Defensa        | Thiago Silva    |      |
| 2          | Defensa        | Danilo          |      |
| 7          | Centrocampista | Lucas Paquetá   | 106' |
| 5          | Centrocampista | Casemiro        |      |
| 11         | Centrocampista | Raphinha        | 56'  |
| 10         | Centrocampista | Neymar          |      |
| 20         | Centrocampista | Vinícius Júnior | 64'  |
| 9          | Delantero      | Richarlison     | 84'  |
| Entrenador | Entrenador     | Tite            |      |

| 13 | Centrocampista | Nikola Vlašić  | 72'  |
| 16 | Delantero      | Bruno Petković | 72'  |
| 7  | Centrocampista | Lovro Majer    | 106' |
| 17 | Delantero      | Ante Budimir   | 110' |
| 18 | Delantero      | Mislav Oršić   | 114' |

| 19 | Delantero      | Antony      | 56'  |
| 21 | Delantero      | Rodrygo     | 64'  |
| 25 | Delantero      | Pedro       | 84'  |
| 6  | Defensa        | Alex Sandro | 106' |
| 8  | Centrocampista | Fred        | 106' |

| Anotado | 117' | Bruno Petković | 1–1 |

| Anotado | 105+1' | Neymar | 0–1 |

| Nikola Vlašić | Acierto de penal | 1:0 |                          |            |
|               |                  | 1:0 | Fallo de penal (atajado) | Rodrygo    |
| Lovro Majer   | Acierto de penal | 2:0 |                          |            |
|               |                  | 2:1 | Acierto de penal         | Casemiro   |
| Luka Modrić   | Acierto de penal | 3:1 |                          |            |
|               |                  | 3:2 | Acierto de penal         | Pedro      |
| Mislav Oršić  | Acierto de penal | 4:2 |                          |            |
|               |                  | 4:2 | Fallo de penal (poste)   | Marquinhos |

| Amonestado | 31'  | Marcelo Brozović |
| Amonestado | 117' | Bruno Petković   |

| Amonestado | 25' | Danilo     |
| Amonestado | 68' | Casemiro   |
| Amonestado | 77' | Marquinhos |

| Árbitro             | Michael Oliver      |
| Árbitros asistentes | Stuart Burt         |
| Árbitros asistentes | Gary Beswick        |
| Cuarto árbitro      | Mustapha Ghorbal    |
| Quinto árbitro      | Abdelhak Etchiali   |
| VAR                 | Pol van Boekel      |
| Adicionales VAR     | Massimiliano Irrati |
| Adicionales VAR     | Kathryn Nesbitt     |
| Adicionales VAR     | Juan Soto           |
| Adicionales VAR     | Mokrane Gourari     |
| Adicionales VAR     | Rédouane Jiyed      |

| \| Estadísticas \| \| \| \| Tiros \| 9 \| 21 \| \| Tiros a puerta \| 1 \| 11 \| \| Faltas \| 22 \| 24 \| \| Saques de esquina \| 3 \| 7 \| \| Penaltis \| 0 \| 0 \| \| Fueras de juego \| 3 \| 3 \| \| Posesión de balón \| 51% \| 49% \| | Alineación inicial |                   |
| Estadísticas | Bandera de Croacia | Bandera de Brasil |
| Tiros | 9                  | 21                |
| Tiros a puerta | 1                  | 11                |
| Faltas | 22                 | 24                |
| Saques de esquina | 3                  | 7                 |
| Penaltis | 0                  | 0                 |
| Fueras de juego | 3                  | 3                 |
| Posesión de balón | 51%                | 49%               |

## Estadísticas

### Participación de jugadores
| N.° | Pos        | Jugador  | PJ | Minutos jugados | Goles recibidos | Atajos | Tarjetas amarillas | Doble tarjeta amarilla y roja | Tarjetas rojas |
| --- | ---------- | -------- | -- | --------------- | --------------- | ------ | ------------------ | ----------------------------- | -------------- |
| 1   | Guardameta | Alisson  | 4  | 380             | 2               | 5      | 0                  | 0                             | 0              |
| 12  | Guardameta | Weverton | 1  | 10              | 0               | 0      | 0                  | 0                             | 0              |
| 23  | Guardameta | Ederson  | 1  | 90              | 1               | 2      | 0                  | 0                             | 0              |

| N.° | Pos            | Jugador            | PJ | Minutos jugados | Goles | Asistencias | Tarjetas Amarillas | Doble tarjeta amarilla y roja | Tarjetas rojas |
| --- | -------------- | ------------------ | -- | --------------- | ----- | ----------- | ------------------ | ----------------------------- | -------------- |
| 2   | Defensa        | Danilo             | 3  | 282             | 0     | 0           | 1                  | 0                             | 0              |
| 3   | Defensa        | Thiago Silva       | 4  | 390             | 0     | 1           | 0                  | 0                             | 0              |
| 4   | Defensa        | Marquinhos         | 5  | 426             | 0     | 0           | 1                  | 0                             | 0              |
| 5   | Centrocampista | Casemiro           | 4  | 390             | 1     | 0           | 1                  | 0                             | 0              |
| 6   | Defensa        | Alex Sandro        | 3  | 191             | 0     | 0           | 0                  | 0                             | 0              |
| 7   | Centrocampista | Lucas Paquetá      | 4  | 316             | 1     | 1           | 0                  | 0                             | 0              |
| 8   | Centrocampista | Fred               | 4  | 143             | 0     | 0           | 1                  | 0                             | 0              |
| 9   | Delantero      | Richarlison        | 4  | 326             | 3     | 0           | 0                  | 0                             | 0              |
| 10  | Delantero      | Neymar             | 3  | 281             | 2     | 0           | 0                  | 0                             | 0              |
| 11  | Delantero      | Raphinha           | 5  | 317             | 0     | 0           | 0                  | 0                             | 0              |
| 13  | Defensa        | Dani Alves         | 2  | 117             | 0     | 0           | 0                  | 0                             | 0              |
| 14  | Defensa        | Éder Militão       | 4  | 348             | 0     | 0           | 1                  | 0                             | 0              |
| 15  | Centrocampista | Fabinho            | 1  | 90              | 0     | 0           | 0                  | 0                             | 0              |
| 16  | Defensa        | Alex Telles        | 2  | 58              | 0     | 0           | 0                  | 0                             | 0              |
| 17  | Centrocampista | Bruno Guimarães    | 2  | 67              | 0     | 0           | 1                  | 0                             | 0              |
| 18  | Delantero      | Gabriel Jesus      | 3  | 92              | 0     | 0           | 0                  | 0                             | 0              |
| 19  | Delantero      | Antony             | 4  | 170             | 0     | 0           | 0                  | 0                             | 0              |
| 20  | Delantero      | Vinícius Júnior    | 4  | 302             | 1     | 2           | 0                  | 0                             | 0              |
| 21  | Delantero      | Rodrygo            | 5  | 178             | 0     | 1           | 0                  | 0                             | 0              |
| 22  | Centrocampista | Éverton Ribeiro    | 1  | 35              | 0     | 0           | 0                  | 0                             | 0              |
| 24  | Defensa        | Bremer             | 2  | 108             | 0     | 0           | 0                  | 0                             | 0              |
| 25  | Delantero      | Pedro              | 2  | 62              | 0     | 0           | 0                  | 0                             | 0              |
| 26  | Delantero      | Gabriel Martinelli | 3  | 111             | 0     | 0           | 0                  | 0                             | 0              |

### Goleadores
| N.°   | Jugador         | Anotado | PJ | Prom. | Jugada | Cabeza | TL | Penal |
| ----- | --------------- | ------- | -- | ----- | ------ | ------ | -- | ----- |
| 1     | Richarlison     | 3       | 4  | 0.75  | 3      | 0      | 0  | 0     |
| 2     | Neymar          | 2       | 3  | 0.67  | 1      | 0      | 0  | 1     |
| 3     | Vinícius Júnior | 1       | 4  | 0.25  | 1      | 0      | 0  | 0     |
| 4     | Casemiro        | 1       | 4  | 0.25  | 1      | 0      | 0  | 0     |
| 5     | Lucas Paquetá   | 1       | 4  | 0.25  | 1      | 0      | 0  | 0     |
| Total | Total           | 8       | 5  | 1.6   | 7      | 0      | 0  | 1     |

### Asistencias
| N.°   | Jugador         | Asistencia | Jugada | Cabeza | TL | SdE |
| ----- | --------------- | ---------- | ------ | ------ | -- | --- |
| 1     | Vinícius Júnior | 2          | 2      | 0      | 0  | 0   |
| 2     | Rodrygo         | 1          | 1      | 0      | 0  | 0   |
| 3     | Thiago Silva    | 1          | 1      | 0      | 0  | 0   |
| 4     | Lucas Paquetá   | 1          | 1      | 0      | 0  | 0   |
| Total | Total           | 5          | 5      | 0      | 0  | 0   |

### Tarjetas disciplinarias
| N.°   | Jugador         | Amonestado | Otorgado · Expulsado | Expulsado | Sanción |
| ----- | --------------- | ---------- | -------------------- | --------- | ------- |
| 1     | Fred            | 1          | 0                    | 0         |         |
| 2     | Éder Militão    | 1          | 0                    | 0         |         |
| 3     | Bruno Guimarães | 1          | 0                    | 0         |         |
| 4     | Danilo          | 1          | 0                    | 0         |         |
| 5     | Casemiro        | 1          | 0                    | 0         |         |
| 6     | Marquinhos      | 1          | 0                    | 0         |         |
| Total | Total           | 6          | 0                    | 0         |         |